# Åseda församling
Åseda församling är en församling i Uppvidinge pastorat, Njudung-Östra Värends kontrakt i Växjö stift, i Uppvidinge kommun. 
Församlingskyrka är Åseda kyrka.

## Administrativ historik
Församlingen har medeltida ursprung.
Församlingen var fram till 1995 eget pastorat för att därefter till 2014 utgöra ett pastorat med Nottebäcks församling. Från 2014 ingår församlingen i Uppvidinge pastorat.
Före 1965 var församlingen delad av kommungräns och därför hade den två församlingskoder, 070100 för delen i Åseda landskommun och 076000 för delen i Åseda köping.

## Series pastorum
| Ämbetstid | Namn                             | Levnadstid | Övrigt                                  |
| --------- | -------------------------------- | ---------- | --------------------------------------- |
|           | Andreas                          |            |                                         |
| 1345      | Thirchillus                      |            |                                         |
| 1356      | Birger                           |            |                                         |
| 1363      | Liquid                           |            |                                         |
| 1376      | Johannes                         |            |                                         |
| 1420      | Johan Ingesson                   |            |                                         |
| 1543–1564 | Carl (Lampe eller Helle)         | –1564      |                                         |
| 1565–1613 | Måns Persson Svart               | –1613      |                                         |
| 1613–1622 | Magnus Nicolai                   | –1622      |                                         |
| 1622–1663 | Petrus Magni Spakius (Spaakerus) | –1663      | Kyrkoherde och häradsprost.             |
| 1663–1686 | Johan Petri Spakius              | 1621–1686  |                                         |
| 1687–1736 | Laurentius Magni Algærus         | 1655–1736  | Kyrkoherde och häradsprost.             |
| 1737–1780 | Andreas Rogberg                  | 1704–1780  | Kyrkoherde och häradsprost.             |
| 1780–1835 | Samuel Heurlin                   | 1744–1835  | Kyrkoherde och kontraktsprost.          |
| 1837–1843 | Nils Stocke                      | 1771–1843  | Kyrkoherde och prost.                   |
| 1843–1849 | David Theolander                 | 1794–1849  | Kyrkoherde                              |
| 1849–1857 | Eric Georg Tillström             |            | Senare kyrkoherde i Dädesjö församling. |
| 1858–1862 | Fredric Wilhelm Ekström          | 1800–1862  | Kyrkoherde.                             |
| 1862–1880 | Johan Wilhelm Sjögren            | 1807–1880  | Kyrkoherde.                             |
| 1881–1906 | Salomon Herrlin                  | 1824–1906  | Kyrkoherde och kontraktsprost.          |
| 1907–1917 | Johan Olof Daniel Bergdahl       | 1852–1917  | Kyrkoherde.                             |
| 1918–     | Pehr Johan Julius Witthöft       | 1864–      | Kyrkoherde.                             |

### Komministrar
| Ämbetstid | Namn                       | Levnadstid | Övrigt                                       |
| --------- | -------------------------- | ---------- | -------------------------------------------- |
| 1543      | Gudmund                    |            |                                              |
| 1549      | Nils                       |            |                                              |
| 1593      | Andreas Johannis           |            |                                              |
| 1613      | Magnus Nicolai             |            |                                              |
| 1621–1665 | Laurentius Magni Svart     | död 1669   |                                              |
| 1665–1667 | Magnus Jonæ Mysingius      | –1667      |                                              |
| 1671–1674 | Carolus Ingemari Tiliander |            | Senare kyrkoherde i Lekeryds församling.     |
| 1674–1690 | Johannes Grysenius         | 1615–1699  |                                              |
| 1690–1719 | Sveno Collin               | 1661–1719  |                                              |
| 1720–1731 | Magnus Tilenius            | 1672–1731  |                                              |
| 1732–1770 | Carl Agerthin              | 1699–1770  |                                              |
| 1771–1790 | Adam Streling              | 1721–1790  |                                              |
| 1790–1797 | Paul Sandberg              | 1735–1797  |                                              |
| 1797–1807 | Magnus Holmbeck            | 1743–1807  |                                              |
| 1807–1822 | Olof Wikbom                | 1752–1822  |                                              |
| 1822–1834 | Johan Eckerbom             | 1767–1834  |                                              |
| 1835–1846 | Daniel Enewald Lönegren    | 1779–1849  |                                              |
| 1847–1855 | Nils Ekebom                |            | Senare kyrkoherde i Lenhovda församling.     |
| 1855–1872 | Peter Sandén               |            | Senare kyrkoherde i Nottebäcks församling.   |
| 1872–1887 | Lars Johan Lange           |            | Senare kyrkoherde i Pjätteryds församling.   |
| 1888–1891 | Karl August Malmquist      |            | Senare kyrkoherde i Södra Hestra församling. |
| 1892–1896 | Richard Jacobson           |            | Senare kyrkoherde i Skatelövs församling.    |
| 1897–1918 | Per Johan Julius Witthöft  |            | Senare kyrkoherde i församlingen.            |
| 1918      | Carl David Josua Humble    | 1880–1918  |                                              |
| 1919–1922 | Sven Robert Rubin          |            | Senare kyrkoherde i Karlstorps församling.   |
| 1923–1925 | Anders Johan SJöberg       | 1892–      | senare kyrkoherde i Mönsterås församling.    |
| 1926–     | Johannes Gotthard Olsson   | 1895–      |                                              |

## Organister och klockare
| Verksam   | Namn           | Levnadstid | Övrigt                |
| --------- | -------------- | ---------- | --------------------- |
| 1691      | Johan          |            | Organist.             |
| 1737-1745 | Tolle Nilsson  |            | Organist              |
|           | Per Stalett    | 1703-      | Klockare              |
| 1745      | Magnus         |            | Klockare              |
| 1749-1762 | Magnus Nilsson | 1713-      | Organist och klockare |
| 1780-1782 | Sven Pehrsson  | 1750-1828  | Organist och klockare |
|           | Magnus Nilsson | 1713-      | Organist och klockare |
| 1790-1810 | Nils Olofsson  | 1764-      | Organist och klockare |
| 1964      | –              | –          | Vakant.               |